# Towarzystwo Miłośników Historii

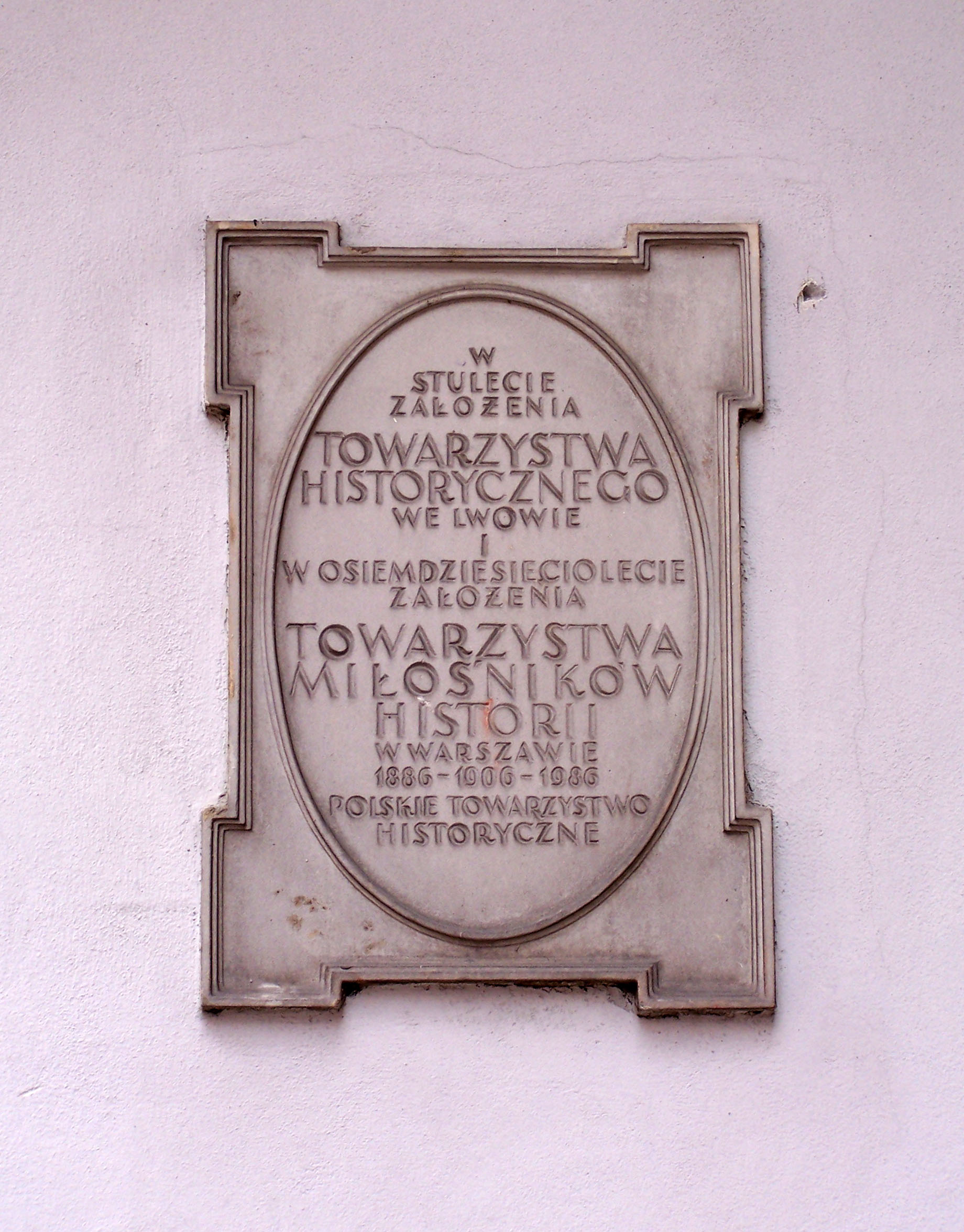
Tablica pamiątkowa na Rynku Starego Miasta w Warszawie

Towarzystwo Miłośników Historii (TMH) – towarzystwo naukowe skupiające zarówno zawodowych historyków, jak i miłośników historii. 

## Historia i działalność
Utworzone w 1906 r. w Warszawie w celu popierania rozwoju badań historycznych oraz ich krzewienia ze szczególnym uwzględnieniem dziejów polskich. Towarzystwo pozostało temu wierne, nie przerywając działalności nawet podczas dwóch wojen światowych, starając się zawsze włączać w nurt obywatelskich powinności i wyrażać niezależne opinie. Dnia 17 listopada 1906 r., na zebraniu organizacyjnym w sali Towarzystwa Kredytowego Miejskiego przy ul. Czackiego (wówczas Włodzimierskiej), wybrano pierwszy Zarząd Towarzystwa Miłośników Historii, do którego weszli wybitni historycy. Prezesem został Aleksander Jabłonowski – historyk, wydawca źródeł do dziejów Polski w XVI w., etnograf, kartograf, współorganizator i prezes Towarzystwa Naukowego Warszawskiego. Rozpoczęto organizowanie zebrań naukowych (w różnych lokalach Warszawy), przejęto czasopismo naukowe, ukazujący się od 1905 r. „Przegląd Historyczny”, który do dzisiaj jest organem TMH.
Od roku 1925 TMH jest oddziałem autonomicznym Polskiego Towarzystwa Historycznego.

## Prezesi TMH
- Aleksander Jabłonowski (1906–1912)
- Aleksander Kraushar (1912–1931)
- Józef Jan Siemieński (p.o. prezesa 1931/1932)
- Stanisław Kętrzyński (1933–1950)
- Tadeusz Manteuffel (wiceprezes, p.o. prezesa 1945–1950)
- Władysław Tomkiewicz (1950–1953)
- Adam Stebelski (1953–1956)
- Jakub Sawicki (1956–1959)
- Janusz Woliński (1960–1070)
- Andrzej Wyczański (1970–1987)
- Andrzej Ajnenkiel (1987–1989)
- Janina Leskiewiczowa (1989–1990)
- Marian Marek Drozdowski (1990–1996)
- Andrzej Rachuba (1996–1999)
- Wojciech Iwańczak (1999–2005)
- Andrzej Rachuba (2005–2022)
- Robert Gawkowski (od 2022)[1][2]

## Sekcje i Komisje
- Komisja Historii Kobiet w Walce o Niepodległość
- Sekcja Antropologii Historycznej
- Sekcja Biografistyki i Historii Najnowszej
- Sekcja Dydaktyczna
- Sekcja Historii Społeczno-Gospodarczej
- Sekcja Historii Warszawy
- Sekcja Historii Wojskowej
- Sekcja Studiów Krytycznych

## Zarząd TMH
W kadencji 2018-2022
- Andrzej Rachuba – Prezes
- Sławomir Górzyński – Wiceprezes
- Andrzej Karpiński – Wiceprezes
- Robert Gawkowski – Skarbnik
- Jarosław Suproniuk – Zastępca Skarbnika
- Maria Wiśniewska – Sekretarza
- Marta Kuc-Czerep – Zastępca Sekretarza
- Wojciech Iwańczak – Członek Prezydium
- Andrzej Koryn – Członek Prezydium
- Zofia Kozłowska – Członek Prezydium
- Henryk Rutkowski – Członek Prezydium
- Jerzy Dożalski – Członek Zarządu
- Maria Koczerska – Członek Zarządu
- Krzysztof Komorowski – Członek Zarządu
- Maksymilian Sas – Członek Zarządu
- Andrzej Sołtan – Członek Zarządu

W kadencji 2022-2025
- Robert Gawkowski – Prezes
- Andrzej Karpiński – Wiceprezes
- Piotr Węcowski – Wiceprezes
- Michał Gochna – Skarbnik
- Maksymilian Sas – Zastępca Skarbnika
- Marta Kuc-Czerep – Sekretarza
- Tomasz Siewierski – Zastępca Sekretarza
- Janusz Grabowski – Członek Zarządu
- Wojciech Iwańczak – Członek Zarządu
- Maria Koczerska – Członek Zarządu
- Krzysztof Komorowski – Członek Zarządu
- Beata Konopska – Członek Zarządu
- Zofia Kozłowska – Członek Zarządu
- Łukasz Niesiołowski-Spano – Członek Zarządu
- Andrzej Rachuba – Członek Zarządu
- Andrzej Sołtan – Członek Zarządu

W kadencji 2025-2027
- Robert Gawkowski – Prezes
- Andrzej Karpiński – Wiceprezes
- Piotr Węcowski – Wiceprezes
- Maksymilian Sas – Skarbnik
- Andrzej Czyżewski – Zastępca Skarbnika
- Marta Kuc-Czerep – Sekretarza
- Katarzyna Wagner – Zastępca Sekretarza
- Andrzej Friszke – Członek Zarządu
- Janusz Grabowski – Członek Zarządu
- Wojciech Iwańczak – Członek Zarządu
- Tytus Izdebski – Członek Zarządu
- Krzysztof Komorowski – Członek Zarządu
- Beata Konopska – Członek Zarządu
- Anna Machcewicz – Członek Zarządu
- Łukasz Niesiołowski-Spano – Członek Zarządu
- Andrzej Rachuba – Członek Zarządu
- Tomasz Siewierski – Członek Zarządu